# Капатово
Капа̀тово е село в Югозападна България. То се намира в община Петрич, област Благоевград.

## География
Село Капатово се намира в Санданско-Петричката котловина в югозападното подножие на Пирин планина. Отстои на около 20 километра североизточно от общинския център Петрич. Съседни села са Ново Кономлади и Кромидово. Климатът е преходносредиземноморски с летен минимум и зимен максимум на валежите. Средната годишна валежна сума е около 550 мм. Югоизточно край землището на селото тече Мелнишка река.

## История
Капатово е малко село в полите на Пирин планина, възникнало в античността, вероятно като тракийско селище. За това говори наличието на няколко тракийски надгробни могили в землището му. Самото име може да е тракийско – от корена „скапто“, откъдето е и древното име Скаптопара на днешния Благоевград. Тези могили, както и по-късният, римски некропол са многократно ограбвани и прекопаваани от иманяри. Всъщност тук трябва да са живели меди, от чиито среди произлиза Спартак. По-късно в района на селото се заселват славяни и прабългари.
По времето на арнаутина Али паша Янински, а и след Освобождението на Гърция през 1828 година, настъпват големи преселвания. От юг на север идват много българи и куцовласи. Тогава и в село Капатово пристигат първите вълни от бежанци от Янинско. В „Етнография на вилаетите Адрианопол, Монастир и Салоника“, издадена в Константинопол през 1878 година и отразяваща статистиката на населението от 1873 година, Капатово е посочено като чисто българско село с 35 домакинства и 120 жители българи.
През 1887 година в селото е изградена черквата „Пресвета Богородица, животоприемний източник“, днес паметник на културата. В нея се съхраняват ценни стенописи от 1888 година, дело на зографите Марко и Теофил Минови от село Каракьой, Неврокопско.
Георги Стрезов в 1891 година пише за селото:
| „ | Капатово, на Ю от Мелник 2 1/2 часа; път равен покрай Мелничката река. Земледелци; обработват всичките видове жита. Църква „Св. Богородица“; четат гръцки. Къщи около 60 само българе; 3 къщи са чифлик от Михо, Мелничанин. | “ |

През 1898 година в Капатово отваря врати българско начално училище. Съгласно статистиката на Васил Кънчов („Македония. Етнография и статистика“) към 1900 година в селото живеят 255 души, всички българи-християни. Според статистиката на секретаря на Българската екзархия Димитър Мишев („La Macédoine et sa Population Chrétienne“) в 1905 година християнското население на Капатово се състои от 288 българи екзархисти. В селото има 1 начално българско училище с 1 учител и 17 ученици.
При избухването на Балканската война през 1912 година седем души от Капатово са доброволци в Македоно-одринското опълчение. По време на войната през октомври 1912 година селото е освободено от османско владичество. През Междусъюзническата война от 1913 година, Капатово е опожарено от гръцката армия.
След Първата световна война в периода 1918 – 1925 идват още бежанци и така селото нараства. През 1923 – 1925 година учител е Борис Милев. Тук се установяват българи от селата Дели Хасан, Сярско, Герман и Цървища, Демирхисарско. От този период в Капатово жителите му се делят на староселци и новоселци. Около 9 септември 1944 обаче настъпва обратен процес – много от младите емигрират в чужбина – в Северна Америка, Западна Европа, Австралия и Нова Зеландия. Други по-късно се преселват в големите български градове и така особено след 10 ноември 1989 година постепенно селото запада. Настрана от пътния поток, останало без хора, това някога будно и китно селище с древна история умира, подобно на няколко други съседни села, като Зорница, Виногради, Лозеница.

## Население

### Етнически състав
Преброяване на населението през 2011 г.
Численост и дял на етническите групи според преброяването на населението през 2011 г.:
|                     | Численост |
| Общо                | 215       |
| Българи             | 197       |
| Турци               | -         |
| Цигани              | -         |
| Други               | 6         |
| Не се самоопределят | -         |
| Неотговорили        | 12        |

## Културни и природни забележителности
- Бюст-паметник на поета Кръстьо Хаджииванов

- Кметството на село Капатово
- Църквата „Животворящ източник“
- Паметникът на Кръстьо Хаджииванов
- Чешмата с надпис „Да оставиш светла диря...“

## Личности
Родени в Капатово
- Златю Димитров, деец на ВМРО
- Иван Гоцев (р.1947), български народен певец
- Костадин Динчев (р.1934), български фолклорист, професор
- Кръстьо Хаджииванов (1929 – 1952), български поет
- Михаил Капотовалията, деец на ВМОК[11]
- Тодор Капатовалията, деец на ВМОРО[12][13]